# Hans-Erdmann von Lindeiner genannt von Wildau

Hans-Erdmann von Lindeiner-Wildau

Hans-Erdmann Wasmuth Alexander Friedrich Franz Martin von Lindeiner genannt von Wildau (* 17. September 1883 in Gleiwitz, Oberschlesien; † 24. Dezember 1947 in Berlin-Zehlendorf) war ein deutscher Politiker (DNVP, KVP).

## Leben und Beruf
Hans-Erdmann von Lindeiner genannt von Wildau war der jüngste Sohn der Ernestine (Erna) Bendler (* 1852; † 1936) und des kgl. preuß. Generalleutnants z. D. Karl Heinrich Friedrich Gustav von Lindeiner genannt von Wildau (* 1832; † 1891). Hans-Erdmann hatte die Schwestern Elisabeth, Hedwig, sie wurde Diakonie-Oberin, Hanna und Erna-Huberta, die Johanniterschwester war. Hanna und Elisabeth heirateten adelige Offiziere. Sein Bruder Friedrich Wilhelm Franz Max Erdmann Gustav war Offizier der Schutztruppe, als Major persönlicher Adjutant des Prinzen Joachim von Preußen und später Oberst der Luftwaffe, als solcher Kommandant von Stalag Luft III.
Nach bestandenem juristischem Staatsexamen, Aufenthalt als Rhodes-Stipendiat am Exeter College der Universität Oxford und anschließender Referendarzeit wirkte von Lindeiner genannt von Wildau von 1915 bis 1918 als Amtsrichter in Muskau.
Von 1919 bis 1921 war er als Hauptgeschäftsführer der DNVP tätig, für die er auch von 1921 bis 1924 im preußischen Landtag sowie von 1924 bis 1930 im Deutschen Reichstag ein Abgeordnetenmandat wahrnahm. Von 1921 bis 1924 bekleidete er zugleich das Amt eines politischen Beauftragten des DNVP-Zentralvorstandes.
1929 trat er aus Protest gegen den reaktionären politischen Kurs des neuen DNVP-Vorsitzenden Alfred Hugenberg aus der Partei aus, behielt aber sein Abgeordnetenmandat und führte bis September 1930 als Vorsitzender die Fraktion der Christlich-Nationalen Arbeitsgemeinschaft aus vormaligen Abgeordneten der DNVP.
Er war von 1930 bis 1932 weiterhin im Reichstag, jetzt als Abgeordneter der Konservativen Volkspartei. Hier versuchte er mit schwachem parlamentarischem Rückhalt gemeinsam mit Gottfried Treviranus und Kuno von Westarp den Kurs des Reichskanzlers Heinrich Brüning zu stützen, der ihn zeitweise als Minister-Kandidaten für das Reichs- bzw. preußische Justizministerium handelte. 1931 wurde er zusätzlich in die Direktion der Preußischen Zentralgenossenschaftskasse berufen.

## Familie
In erster Ehe heiratete er am 16. November 1908 auf Schloss Klein-Zschocher bei Leipzig Eva Gräfin von Gersdorff (* 1. Juli 1889; † 16. November 1966), Tochter des Fideikommissherrn und Kammerherrn Karl Freiherr von Gersdorff und der Gutsmitinhaberin Martha Nitzsche, auf Gohlis; geschieden 1920. Am 24. Mai 1921 fand in Lassow in der Niederlausitz die Hochzeit mit Marieluise Gräfin von Pourtales statt. Marieluise war die Tochter der Lina von Gaertner und des Majors Carl Graf von Pourtales. Aus erster Ehe stammen die Kinder Erdmuthe, Hanns-Gero, Marie-Elisabeth, der Oberfähnrich zur See Friedrich-Carl (* 12. August 1924; † 14. Februar 1945) und der Bankkaufmann Franz-Ludwig.

## Publikationen
- Wie der Gewaltfriede aussieht. Deutschnationale Schriftenvertriebsstelle, Berlin 1919 (Deutschnationale Flugschrift; 17) (Digitalisat).
- Wir und die Deutsche Volkspartei. Deutschnationale Schriftenvertriebsstelle, Berlin 1920 (Deutschnationale Flugschrift; 77).
- Die Oberschlesische Frage. Rede im Preussischen Landtag 1921. Deutschnationale Schriftenvertriebsstelle, Berlin 1921 (Deutschnationale Parlamentsreden; 20).
- Aufgaben völkischer Politik.Vortrag vor dem Amt für staatspolitische Bildung der Studentenschaft der Universität Berlin am 27. Februar 1924. Deutschnationale Schriftenvertriebsstelle, Berlin 1924 (Deutschnationale Flugschrift; 148).
- Die Ziele der Deutschnationalen. Vortrag in der Lessing-Hochschule zu Berlin am 19. Oktober 1926. Deutschnationale Schriftenvertriebsstelle G.m.b.H. Berlin 1926 (Deutschnationale Flugschrift; 270).
- Erneuerung des politischen Lebens! Reichstagsrede, gehalten am 13.12.1929. Bernard & Graefe, Berlin 1929 (Schriften der Deutschnationalen Arbeitsgemeinschaft; 1).